# 広島平和記念式典

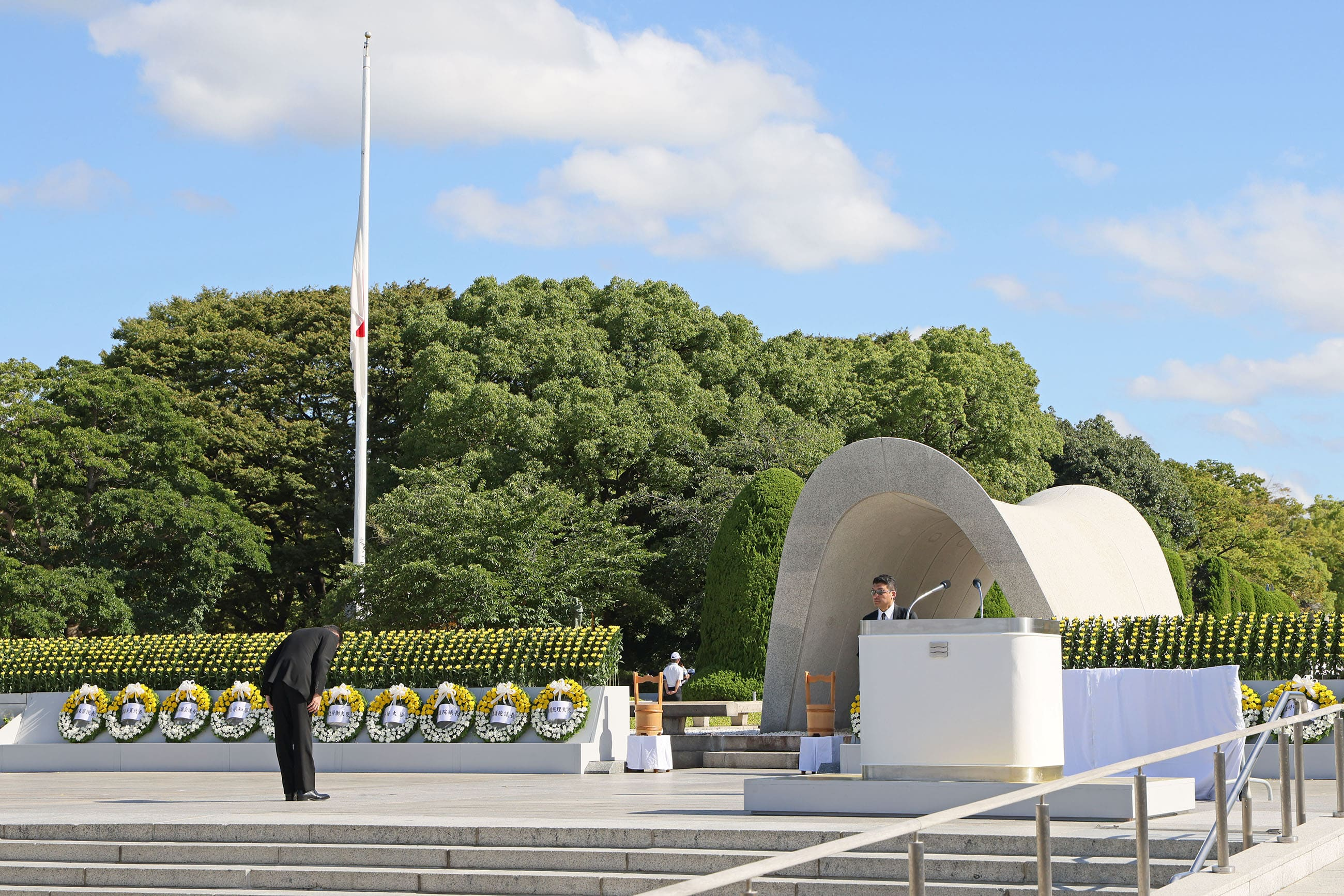
式典の模様（2023年8月6日）

広島市原爆死没者慰霊式並びに平和祈念式（ひろしましげんばくしぼつしゃいれいしきならびにへいわきねんしき）は、毎年、広島県広島市に原爆が投下された8月6日の原爆忌・平和記念日に平和記念公園で行われる、原爆死没者の霊を慰め、世界の恒久平和を祈念するための式典である。
一般的には略して広島平和記念式典と呼ばれている。

## 概要

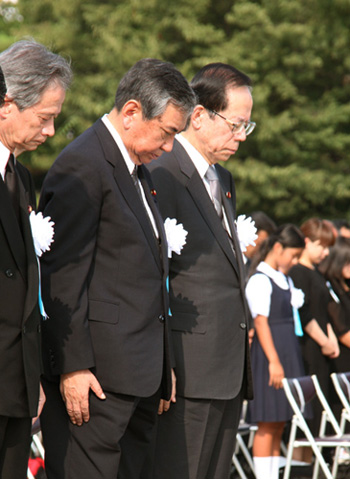
黙禱する参議院議長江田五月（左）、衆議院議長河野洋平（中央）、内閣総理大臣福田康夫（右）ら三権の長（写真には写っていないが江田の手前に最高裁判所長官島田仁郎が並んでいる、2008年8月6日）。

式典は会場である平和記念公園の原爆死没者慰霊碑（広島平和都市記念碑）前において、原爆死没者の遺族をはじめとして、市民多数の参加のもとで挙行されるものである。1950年（昭和25年）を除き毎年歴代広島市長によって行われる平和宣言は核兵器の廃絶と世界恒久平和の実現を訴え続けているものであり、世界各国に送られている。また、2003年（平成15年）からは、英語を含めた7言語、2014年（平成26年）からは8言語にて平和宣言を発表している。
毎年、NHK・在広民放のテレビ、ラジオ放送の生中継及びインターネット生配信されるなか午前8時から始まる。原爆が投下された午前8時15分に平和の鐘やサイレンを鳴らし、式典会場のみならず、家庭、職場で原爆死没者の冥福と恒久平和の実現を祈り（市内を走行中のバスや広島電鉄の車両もこの時間には停車し、乗客も黙祷を行う）、1分間の黙祷を行ったあと、広島市長が平和宣言、子供による平和への誓いを行うのが通例である。また当日の広島市の各所では、原爆死没者に対する慰霊と核兵器廃絶を訴える式典や、原爆の被害を直接受けた被爆電車の運行が行われている。
この式典の性格は原爆を投下したアメリカ合衆国及びアメリカ軍に対する反米感情よりも、むしろ恩讐を超えた世界の恒久平和への希求であるとしている。冷戦時代には人類を滅亡へと導く手段として、現在では核拡散によって過激な集団によって大量殺戮しかねない方法として、破壊のための核兵器使用の危険性がある以上、核兵器の存在を認めず廃絶を求めることは世界最初の被爆地として責務であると、歴代の広島市長は平和宣言の中で訴えている。

## 式次第
式典の流れは次のとおり。
1. 開式
2. 原爆死没者名簿奉納（開式から原爆死没者名簿奉納の間、吹奏楽団が大築邦雄作曲「前奏曲（慰霊の曲）」を演奏。）
3. 式辞
4. 献花（吹奏楽団が川崎優作曲「祈りの曲第1『哀悼歌』を演奏。）
5. 黙とう・平和の鐘
6. 平和宣言
7. 放鳩
8. 平和への誓い
9. あいさつ
10. ひろしま平和の歌（合唱、重園贇雄作詞、山本秀作曲、吹奏楽団が伴奏。）
11. 閉式

## メディアによる中継
NHKでの全国ネットのほか広島県域では民放で生中継されている（民放での全国ネットの扱いは局や年度により異なる。80年代までは基本的に全国ネット）。2015年からはライブストリーミング配信も開始。

### 日本放送協会（NHK）
NHK総合テレビでは1958年から毎年生中継を8時 - 8時57分（通常時、年によって変動あり）に行う。視聴率は他局に比べて最も高い。ビデオリサーチ・関東地区調べでの歴代最高視聴率は、1971年（第26回。この回は7時57分 - 8時30分）の44.0%である（2014年現在）。また、海外向けのNHKワールドTV（国内放送と同じ映像だが、テロップはすべて英語）、NHKワールド・プレミアム（ノンスクランブル放送。総合テレビと同じ映像・テロップ）でも同時放送される。いずれの放送波もモノラル二重音声の2か国語放送を実施（総合テレビではリアルタイム字幕放送も実施）。2010年まではBS2でも同時放送されていた。NHKではラジオの放送でもラジオ第1放送とNHKワールド・ラジオ日本の同時放送でテレビの放送より少し長い8時 - 9時に毎年生中継を行なっており、NHKワールド･ラジオ日本では13時台と17時台にも通常番組を差し替える形で同日録音による再放送を行う（ただし、ラジオ第1放送の音源ではなく総合テレビの放送音源の二次使用）。2010年は東京発のテレビ放送を例年通り8時35分までの放送（実際は8時38分まで延長）としたところ、史上初列席の潘基文・国際連合事務総長のスピーチ部分は中継されなかったため批判を呼んだ（非難の電話が100件に及んだという。鳥取局を除く中国地方とラジオ放送では中継された）。

### 中国放送（テレビ・ラジオとも）
『千の証言 広島・平和記念式典中継〜記憶RFRの継承』を放送。
TBSテレビでは、2015年に8時より全国放送による単独番組として生中継放送が行われ、8時15分の「黙祷・平和の鐘」を中心に中国放送（RCCテレビ）とともにつないだ。
テレビ放送開始初期の1959年には、RCCテレビ（当時：ラジオ中国テレビ）制作の中継がラジオ東京テレビ（現：TBSテレビ）・朝日放送（現：朝日放送テレビ。当時はラジオ東京系列）・山陽放送（現：RSK山陽放送）などにもネットされたが、RKB毎日放送など放送開始時刻の遅かった局では未放送だった。また当時日本教育テレビ（現：テレビ朝日）系列だった毎日放送は、自社で乗り込み関西ローカルで放送した（日本教育テレビでは放送なし）。
RCCラジオでは平日の場合『本名正憲のおはようラジオ』内で中継を実施し、『話題のアンテナ 日本全国8時です』（TBSラジオ制作でJRN全国ネット）はその日に限りネット返上。また、2023年は日曜日であったため、『地方創生プログラム ONE-J』（TBSラジオ制作でJRN全国ネット）を8時台のみネット返上、ローカル枠（8:55 - 9:00）で放送のニュースを挟んで9:00からの短縮放送で対応している。
尚、RCCラジオでの同式典の中継放送は、1953年から行っている。

### 広島テレビ
『つなぐヒロシマ』を放送。
日本テレビ系列では『ズームイン!!朝!』を放送していた時代、8月6日が月曜日 - 金曜日になる年は、広島テレビの協力を得て放送していた。自身も被爆者である脇田義信が長く司会を務めていたほか、年によっては当時の司会者だった徳光和夫や福留功男も現場へ赴いて中継に参加した。番組は8時以降はNNN報道特別番組としての放送となっていたため、『ズームイン』としての放送時間は厳密には60分である。なお北日本放送は普段から最後の30分間をローカル差し替えとしており、当日も例外ではなかったため、富山県では式典中継は放送されなかった。またそれ以前もNNN報道特別番組として個別に放送した年がある。
2016年は読売テレビ制作『ウェークアップ』の中で、広島テレビの協力のもと全国ネットによる式典の生中継を実施。広島テレビでは同番組に続けて『つなぐヒロシマ』も別途放送された。2022年も同様に『ウェークアップ』にて広島からの中継を挿入したが、この年の同番組は戦争関連以外の国内諸問題も多く取り扱わなければならなかったため、黙祷前後ならびに被爆者関連企画のみ相互生放送とし、広島テレビは『つなぐヒロシマ』の中に全国ネットパートを挿入する体裁を採った。
2017年は日本テレビ制作『シューイチ』の中で、広島テレビの協力のもと全国ネットによる式典の生中継を実施したが、番組構成の都合上平和宣言以降は中継されなかった。そのため、広島テレビは8時20分で『シューイチ』から飛び降りて『つなぐヒロシマ』を開始した（『シューイチ』本編もこれ以降は式典以外の話題を放送）。『シューイチ』レギュラーの一人である中丸雄一が同番組の広島からの中継ならびに『つなぐヒロシマ』に出演した。2023年もほぼ同様の編成ではあるが両番組での出演者の乗り入れは無く、『シューイチ』にてMCの中山秀征の広島ロケによる特集企画を放送し、その中で広島からの中継を挿入。広島テレビは編成上『シューイチ×つなぐヒロシマ』というコンプレックス枠として放送していた。
平日の場合は2021年までは基本的に『スッキリ』のネットを全編返上して『つなぐヒロシマ』を広島ローカルで放送しており、2021年は、日テレNEWS24でも同時放送された。2024年は『スッキリ』が終了し『ZIP!』が9時までに拡大されたため、『ZIP!』の7時55分の飛び降りポイントを行使したうえで『つなぐヒロシマ』を放送し、後続の『DayDay.』のネットも返上する。ただし2025年は『ZIP!』の中で広島テレビの協力のもと全国ネットによる式典の生中継を実施したため、その部分だけ広島テレビでも『つなぐヒロシマ』内包扱いで相互生放送とした。

### 広島ホームテレビ
『平和記念式典中継』を放送。2017年まで8月6日が日曜日の場合は、テレビ朝日制作の「仮面ライダーシリーズ」が時差放送となった（『仮面ライダークウガ』・『仮面ライダーカブト』・『仮面ライダーエグゼイド』が該当）。2023年は1時間番組として放送のため、テレビ朝日・朝日放送テレビ・メ〜テレ共同制作の『サンデーLIVE!!』は8時で飛び降り、朝日放送テレビ制作の『ひろがるスカイ!プリキュア』は同日10時からの時差放送となった。
2012年 - 2014年はそれぞれテレビ朝日制作による『モーニングバード』（テレビ朝日制作）の中で、2018年は『羽鳥慎一モーニングショー』（テレビ朝日制作）にて、それぞれ広島ホームテレビの協力のもと全国ネットによる式典の生中継を実施。全国ネット中継を行わない年については『モーニングショー』のネットを全編返上または途中飛び乗り（途中飛び乗りの場合、番組表では内包扱いとする場合あり）とした上でのローカル中継を行う。
2020年は各種新聞やウェブサイトの番組表上では、『グッド!モーニング』『モーニングショー』とも通常通りの編成となっていたが（『モーニングショー』の番組説明には式典中継の記述あり）、実際には『グッド!モーニング』終盤の7時56分頃から番組を独自に差し替えて8時59分までローカルでの番組内容をテレビ朝日傘下であるAbemaTVのAbemaNewsでも同時配信を実施。
2021年についてはANN系列にて『2020年東京オリンピック 陸上男子50km競歩 決勝』（メインチャンネル・HD画質・051ch）の全国ネット編成に伴い、サブチャンネル（SD画質・052ch）で放送された他、同局報道用のYouTubeチャンネルでも同時に生配信された。
1977年には、テレビ朝日系列全国ネットで8時 - 8時30分に放送した。当時エリア統合前の岡山県・香川県では岡山県（岡山放送）がフジテレビ系番組を編成したため、香川県（瀬戸内海放送）のみで放送された。

### テレビ新広島
『広島市原爆死没者慰霊式並びに平和祈念式』を放送。同局YouTubeチャンネル及びニュース系列のFNNのWebサイトであるFNNプライムオンラインのYouTubeチャンネルにて同時配信。平日の場合、通常編成の『めざましテレビ』については、7時55分に飛び降りている。
2025年は『サン!シャイン』の冒頭で全国向けに式典の生中継が行われ、テレビ新広島でもその部分のみ前述の特別番組への内包扱いで相互生放送とした。

### 広島エフエム放送
『平和記念式典中継特別番組』を放送。8月6日が平日にあたる場合は、朝ワイド番組（2021年現在は『GOOD JOG』）内で放送される。なお、8時 - 8時20分のTOKYO FM発の全国ネット枠はその日に限ってネット返上される。

### FMちゅーピー
独自の『平和記念式典中継特別番組』を放送。

### インターネット放送局
ニコニコ生放送では、2015年より広島ホームテレビの協力を得て、同社放送素材のライブストリーミング配信を実施。

## 歴史

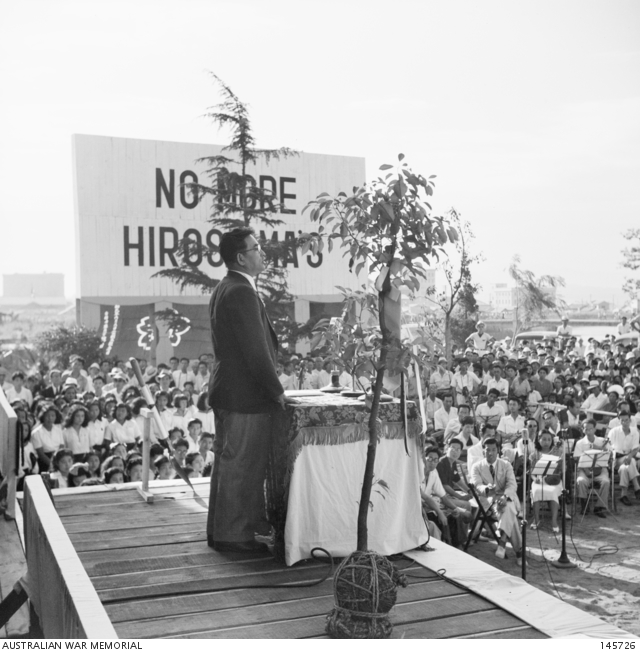
広島県知事楠瀬常猪（1948年）。ノーモア・ヒロシマズ運動の看板が掲げられている。

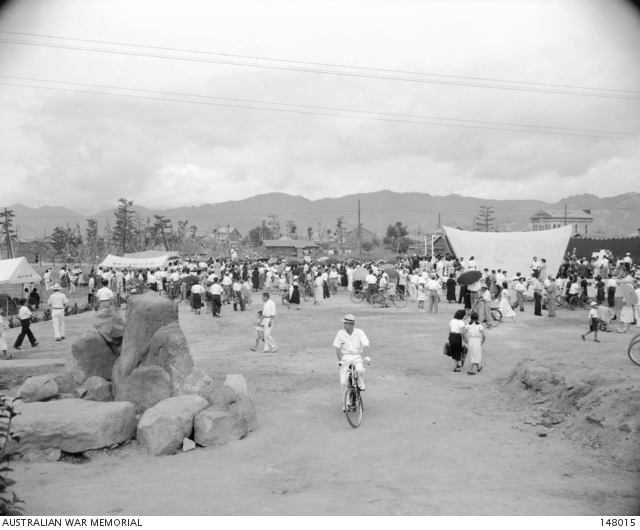
1952年。この年は原爆死没者慰霊碑の除幕式が行われた。

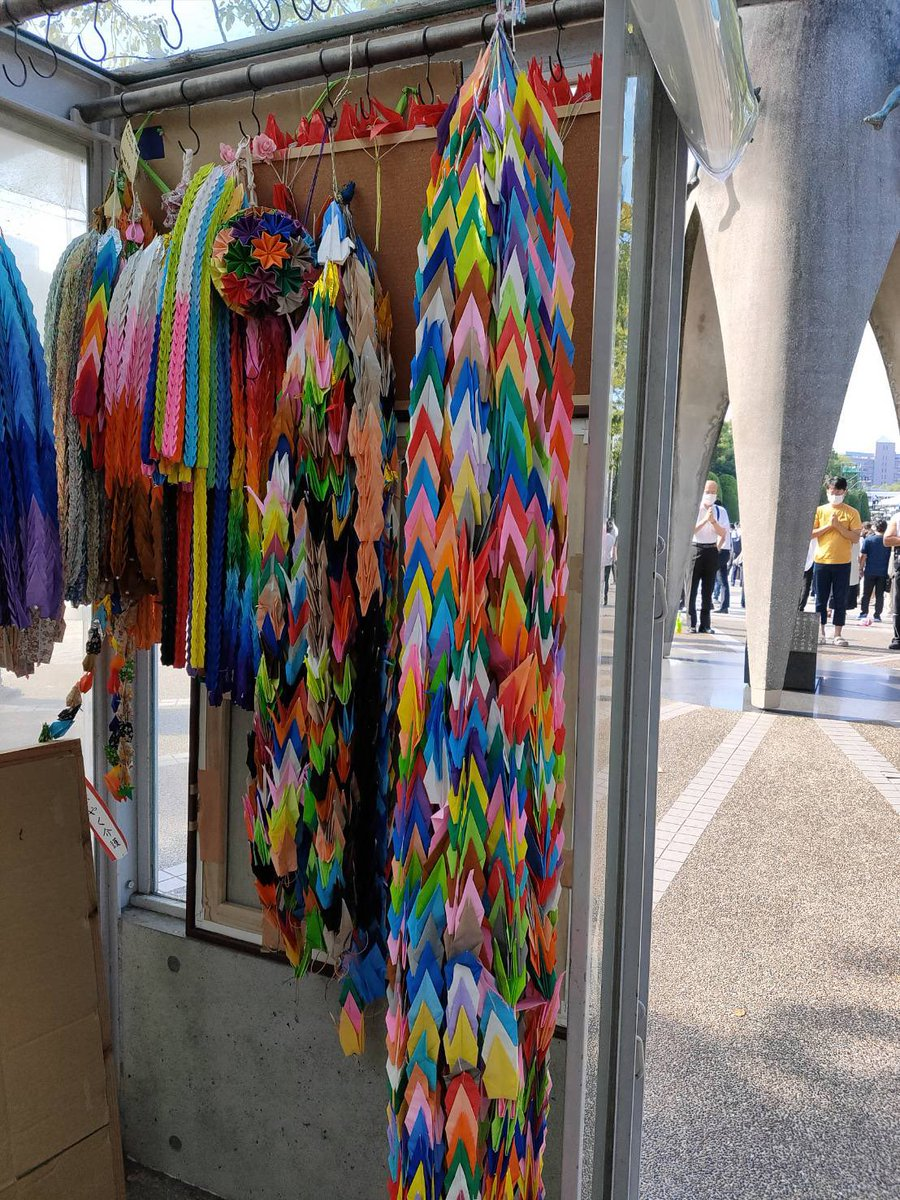
2021年。式典会場に飾られた千羽鶴

1947年に「広島平和祭」として第一回が催され、当時の広島市長である浜井信三が平和宣言を行った。この平和祭では式典のほか市内各所で盆踊りや仮装行列なども催され、アメリカの雑誌『ライフ』が「アメリカ南部の未開地におけるカーニバル」と形容したほど市民に希望を与えるものであった。
1950年6月から始まった朝鮮戦争において、米国は核兵器の使用を検討していた。原爆使用禁止のストックホルムアピールへの世界的署名運動が高揚するなか、GHQによってこの年の平和式典は禁止・中止された。原爆詩人・峠三吉らはこれを弾劾して原爆詩集などを発表した。
平和記念公園が開設された1954年以降は現在の形式で行われている。
2022年にはロシアのウクライナ侵攻、2023年にはパレスチナ・イスラエル戦争が始まった。広島市は2022年以後当式典にロシアを招待していないが、2024年にイスラエルを招待した。なお、長崎市は2024年の長崎平和祈念式典にロシアもイスラエルも招待していない。
広島市は2024年まで日本政府の国家承認がないパレスチナ自治政府を招待せず、長崎市は同自治政府を招待していた。被爆から80年となる2025年の式典では広島市は各国を招待せず案内を通知する形式にし、パレスチナ自治政府が初めて参加した。しかしロシアは欠席した。8月6日の夜、パレスチナ自治政府ワリード・アリ・シアム駐日常駐総代表は市民団体「広島パレスチナともしび連帯共同体」の集会にオンライン参加した。

## 年表

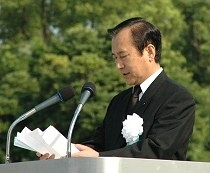
広島市長秋葉忠利の平和宣言（2006年8月6日）

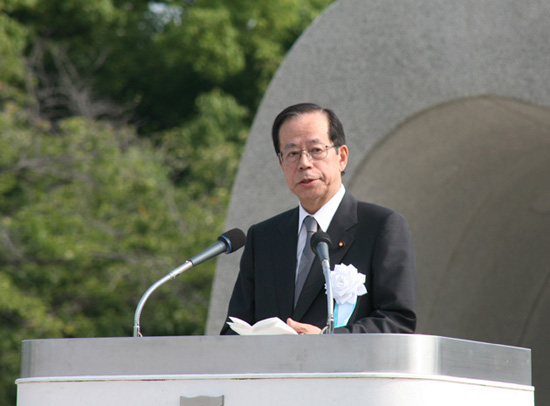
内閣総理大臣福田康夫の挨拶（2008年8月6日）

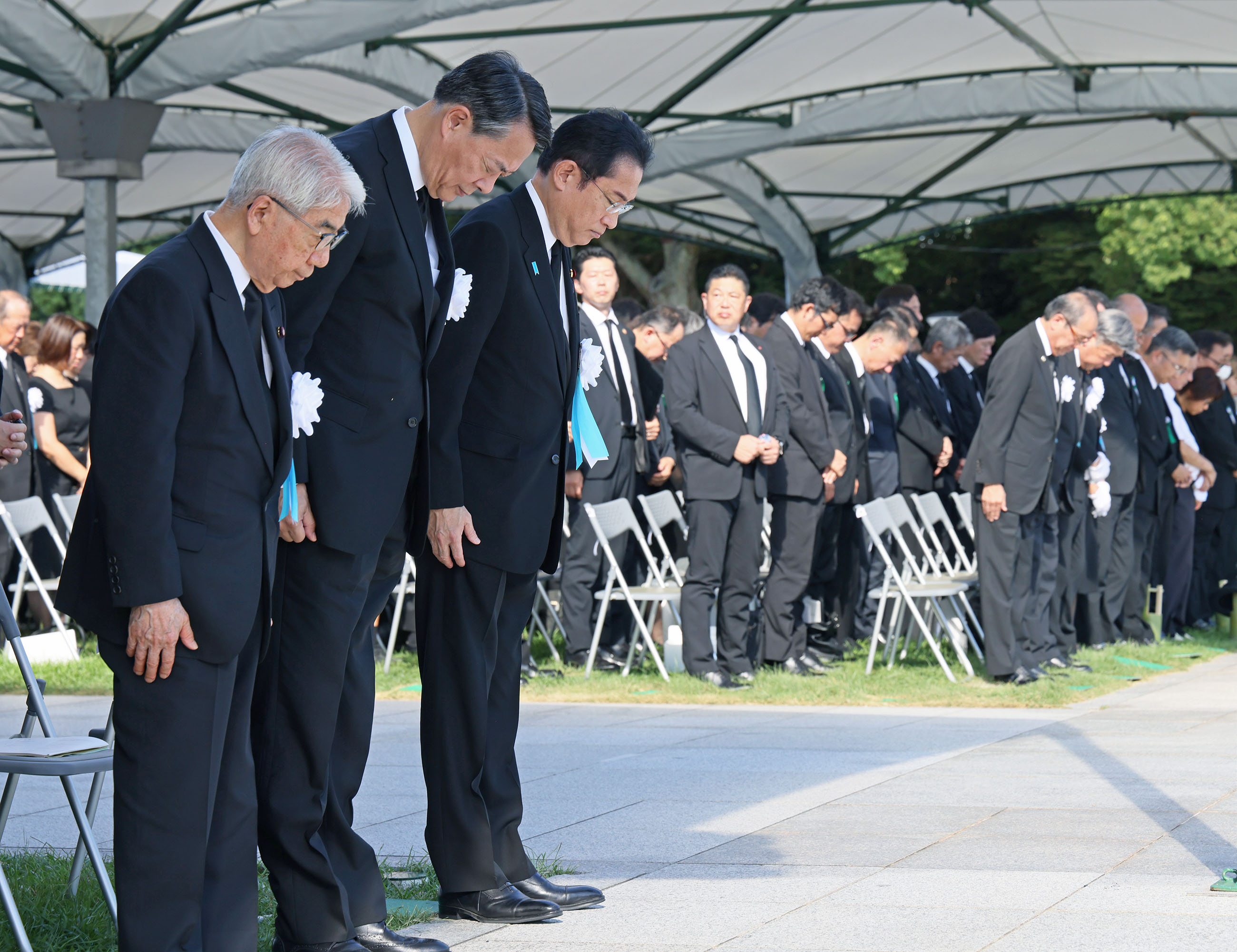
黙禱する参議院議長尾辻秀久、衆議院副議長海江田万里、内閣総理大臣岸田文雄ら三権の長（2023年8月6日）

- 1960年、広島県人が皇太子に拝謁した際、同年8月6日の広島平和記念式典への出席を要請し皇太子が承諾して参列。皇族として初の参加だった[14]。
- 1971年（昭和46年） 当時、現職の内閣総理大臣であった佐藤栄作が日本の内閣総理大臣として初めて式典に出席。黙祷が始まると同時に首相の式典参加に反対する学生が会場に乱入、逮捕される事件が起きた[15][16]。
- 2003年（平成15年） 当時市長であった秋葉忠利は、同年6月16日に北朝鮮朝鮮労働党の実質的トップである金正日総書記に対して、平和記念式典に参列依頼文書を発送していた。前述の平和宣言では反米感情を盛り込まない事がコンセンサスとされており、秋葉が広島市長選挙初当選以降の1999年から2001年の平和宣言では反米的な文言が盛り込まれ無かったのに対し、2002年の平和宣言ではアメリカ合衆国国務省に対して、反米的な文言が盛り込まれる傾向となり、読売新聞の翌日朝刊の社説で批判された。この傾向は、2006年（平成18年）、2007年（平成19年）、2008年（平成20年）の平和宣言でも盛り込まれており、2007年は産経新聞の翌日朝刊社説で[17]、2009年も式典前日の両紙の社説にて批判された。
- 2010年（平成22年） ジョン・ルースが駐日アメリカ大使として初めて式典に参列[18]。また、当時の国連事務総長である潘基文も初めて参列した。
- 2012年（平成23年） 原子爆弾投下を命令したハリー・S・トルーマンの孫で元新聞記者のクリフトン・トルーマン・ダニエルが初参列[19]。
- 2014年（平成26年） 長崎平和祈念式典の翌日、世田谷区議会議員の上川あやが自身のTwitterアカウントにて、内閣総理大臣である安倍晋三の広島及び長崎での来賓スピーチの文面が、テキスト比較ツールにて前年のスピーチ内容との酷似し、コピペだと批判するツイートを発信し[20]し、大手メディアが後追い報道を行った[21][22]。この件は、2020年の長崎平和祈念式典後の夜半に共同通信が匿名の被爆者の発言を元に同様の批判記事を配信し[23]、共同の加盟社である毎日新聞も共同の記事を引用し、翌日後追い記事で批判した[24]。しかし、2012年の両都市の平和祈念式典で当時：民主党政権期の首相であった野田佳彦の来賓スピーチも同様の内容であった。当時の鳩山由紀夫内閣の内閣官房副長官であった松井孝治慶應義塾大学総合政策学部教授は、その理由について2014年に自身のFacebookアカウントのフィードと2020年には補足で自身のTwitterアカウントのツイートにて「式辞というのは、普遍的真実を述べる「古典」のようなもので、話の導入部は落語に喩えるとマクラとかくすぐりが変わっても良いが、同一人物が同一の価値観に立脚する限り、そうそう簡単に本論を変えるものではないので、指導者の美学が盛り込まれる事の方が可笑しい事である[25][26]」と指摘している。報道番組を担当しているニッポン放送のアナウンサーである飯田浩司は、スピーチの文面自体は鳩山一郎首相時代と大体同じ内容であり、この報道自体がマッチポンプであり、この様な揚げ足取りが戦後75年の総括なっていないと批判した[27]。
- 2015年 （平成27年）ローズ・ガテマラー（英語版）当時：国務次官（軍備管理・国際安全保障）が、アメリカ政府高官として初めて参列[28][29]。また、広島東洋カープがNPBセ・リーグ公式戦で慰霊の日のホーム公式戦日程時に催している「ピースナイター」の対戦チームである、当時阪神タイガースの選手として所属していたマット・マートンが試合開始前に記念式典に参列していた事を自身のTwitterアカウントのツイートで明らかにした[30][31]。また、式典来賓挨拶に登壇した安倍晋三が一般参列者から野次られる光景があり、その他にも当時、集団的自衛権の限定的行使容認を明記した、安全保障関連法の審議中で安保法改正を反対する政治行動に出る参列者が複数現れた[32]。この不心得列席者事案は、3日後の長崎平和祈念式典や6月23日に執り行われる沖縄全戦没者追悼式でも発生し、2019年迄続いていた。後述のコロナ禍の式典一般参列者縮小で収まっている。
- 2020年（令和2年） 新型コロナウイルス感染症感染拡大防止の観点に伴い、出席者数を例年より9割少ない最大880人に縮小し、一般の式典参列者を見送り、飛沫が浮遊するため吹奏楽や合唱は行わず平和記念公園の入場も午前5時から式典が終了する9時迄入場規制された[33][34]。また、同年2月時点でアントニオ・グテーレス国連事務総長が平和記念式典に参列予定としていたが[35]、コロナ禍で参列断念を発表し、ビデオメッセージを寄せた。2021年（令和3年）も同様の対応を取る事で決定[36]。都道府県遺族代表は前年よりも1名減らし[37]、感染状況推移で菅義偉が首相としての初参列可否判断した結果[38]、随行員を最小限に減らして参列を決定[39]。前年感染拡大防止策として放鳩を取り止めたが当該年は再開した。
- 2022年（令和4年）、2022年ロシアのウクライナ侵攻の中ロシアによるウクライナへの核攻撃を仄めかす脅迫があったことを理由に「招待を行った場合式典の円滑な遂行に支障が出る」としてロシア・ベラルーシ代表の招待を見送った。ロシア・ベラルーシ両駐日大使はこの措置を批判しつつ日程をズラして献花を行った[40]。戦争継続中の2024年現在もこの措置は続けられている[41]。
- 2024年（令和6年）、広島市はイスラエルによるガザ侵攻について「イスラエルを招待する方針は変わらない」と発表。イスラエルによる大量の民間人犠牲を厭わない作戦行動や閣僚によるガザ地区への核攻撃を示唆する発言があったことから「イスラエルを招待すべきではない」「ロシアを招待しないのにイスラエルを招待するのはダブルスタンダードである」との抗議が市に殺到した[42]。またパレスチナ自治政府に対しては日本政府が国家の承認を行ってないことを理由に招待せず、駐日パレスチナ常駐総代表部代表は「広島は偽善者」と強く非難した[43]。
- 2025（令和7年）、被爆から80年となるこの年の式典では、これまで招待が認められていなかったパレスチナ自治政府が初めて参加したほか、過去最多となる120カ国が参加した[44][45]。

## 騒音問題
当日は中核派（革命的共産主義者同盟全国委員会）などの極左団体がデモを行い、2010年（平成22年）頃から式典中の騒音問題が顕在している。
デモは、当日の午前6時頃から原爆ドーム前を占有し拡声器でシュプレヒコールを繰り返すもので、市長や首相のスピーチ中にも大音量でデモを行うことも問題となっている。過去には、「安倍倒せ」「菅帰れ」「岸田帰れ」などといったシュプレヒコールも行われてきた他、「天皇制打破」「死刑廃止」といった式典に直接関係ない幟も見られた。
広島市が2018年（平成30年）度に式典中の騒音に関する市民アンケートを実施したところ、多くの参列者がデモに否定的であった。広島市議会では対策として翌年6月、「平和記念式典が厳粛な中で挙行されるよう協力を求める決議案」が全会一致で可決した。さらに、2021年（令和3年）議会提案による「広島市平和推進基本条例」が成立した。条例では、
と定めているものの、デモを規制する法的性質は無いため式典中の騒音問題に大きな改善はみられていない。